# إلياس هدايا
الياس هدايا (الياس هدايا؛ مواليد 31 أغسطس 1998) هو لاعب كرة قدم سوري، يلعب في مركز حارس مرمى لصالح ساندفيورد فوتبول. وُلد في السويد ويمثل منتخب سوريا دوليًا.

## مسيرته مع الأندية
بدأ هدايا مسيرته مع فالستا سريانسكا IK في السويد عام 2013. في 2017، انتقل إلى أسيريسكا FF، حيث خاض 13 مباراة في الدوري ولم يسجل أي هدف، وتعرض مع الفريق للهبوط من الدرجة الثالثة السويدية إلى الدرجة الرابعة السويدية.
بعد عامين، انتقل إلى ليفانغر FK في النرويج، حيث خاض 36 مباراة ولم يسجل أي هدف.
قبل بداية موسم 2021، انتقل إلى كريستيانسوند BK، وشارك في مباراة واحدة فقط قبل إعارته إلى براينه FK عام 2022، حيث خاض 15 مباراة. في 2023، انضم إلى يوتسيكتنس BK ولعب معهم 60 مباراة. وفي 2025، انتقل إلى ساندفيورد فوتبول.

## اهتمام الأندية الأخرى
بعد الأداء المميز لهدايا مع نادي يوتسيكتنس BK، أبدت عدة أندية أوروبية اهتمامها بالتعاقد معه خلال سوق الانتقالات الصيفية لعام 2025. وذكرت تقارير صحفية أنه تلقى عروضًا من أندية في الدوري البلجيكي والدوري الهولندي، غير أن هدايا فضل مواصلة مشواره في الدوري النرويجي مع ساندفيورد.

## الجوائز والألقاب
في عام 2024، حصل هدايا على جائزة أفضل حارس مرمى في الدوري السويدي للدرجة الأولى، وذلك بعد تقديمه مستويات رائعة مع نادي يوتسيكتنس BK خلال الموسم. وقد أشادت وسائل الإعلام بأدائه المميز الذي ساهم في تحسين نتائج فريقه.

## مسيرته الدولية
يمثل هدايا منتخب سوريا منذ مارس 2024، حيث استُدعي لأول مرة خلال تصفيات كأس العالم 2026.

## حياته الشخصية
وُلد هدايا في ستوكهولم، السويد، وترعرع في ميرشتا، وهو من أصل سوري من خلال والديه. خلال خريف 2020، بدأ دراسة التربية البدنية في جامعة نورد في النرويج.